# NGC 5484
NGC 5484 est une petite galaxie elliptique située dans la constellation de la Grande Ourse. Sa vitesse par rapport au fond diffus cosmologique est de 2 145 ± 9 km/s, ce qui correspond à une distance de Hubble de 31,6 ± 2,2 Mpc (∼103 millions d'al). NGC 5484 a été découverte par l'astronome germano-britannique William Herschel en 1789.
En raison d'une brillance de surface égale à 14,07 mag/am2, on peut qualifier NGC 5484 de galaxie à faible brillance de surface (LSB en anglais pour low surface brightness). Les galaxies LSB sont des galaxies diffuses (D) avec une brillance de surface inférieure de moins d'une magnitude à celle du ciel nocturne ambiant.